# Badanie akumetryczne
Badanie akumetryczne to najprostsze badanie słuchu człowieka, oparte jest na naturalnym sposobie porozumiewania się z otoczeniem, czyli na mowie. W badaniu tym oznacza się jedynie słyszenie drogą przewodnictwa powietrznego, zwykle dla każdego ucha oddzielnie.
W badaniu wykorzystuje się zestawy słów w których zachowane są odpowiednie proporcje tonów niskich i wysokich. Dla języka polskiego zostały opracowane tablice akumetryczne Abramowicza i Małowista, test liczbowy Iwankiewicza, a także listy słów Borkowskiej-Gaertig do orientacyjnego badania ostrości słuchu u dzieci w wieku 6–12 lat.

## Procedura badania
Badanie odbywa się w wyciszonym pomieszczeniu bez pogłosu. Osoba wykonująca badanie (laryngolog, audiolog, protetyk słuchu, przeszkolona pielęgniarka) ustawia się do badanego tak, by ten nie mógł czytać z ust i wymawia szeptem z odległości 4-6 metrów zestawy słów. Ważne jest by badacz utrzymywał jednakowy poziom natężenia głosu. Zadaniem badanego jest powtórzenie usłyszanych słów. Zwykle bada się każde ucho oddzielnie, dlatego niebadane ucho powinno być odpowiednio zagłuszone.